# Radon-222
Radon-222 (222Rn, Rn-222) je nejstabilnější izotop radonu, s poločasem přeměny přibližně 3,8 dne. Je součástí uran-radiové přeměnové řady, začínající uranem-238, kde se vytváří jako produkt rozpadu radia-226. Poprvé byl zaznamenán v roce 1899, jako nový izotop byl identifikován o několik let později. V roce 1957 se název radon, původně používaný pouze pro 222Rn, stal názvem prvku. Radon-222 je vysoce radioaktivní a plynný, v důsledku čehož je jednou z hlavních příčin rakoviny plic.

## Historie
Po objevu radia v roce 1898 našli Marie a Pierre Curie roku 1899 novou radioaktivní látku obsaženou v radiu, která zůstávala silně radioaktivní po několik dnů.
V této době Ernest Rutherford a Robert B. Owens objevili podobnou (i když krátkodobější) emisi ze sloučenin thoria. Německý fyzik Friedrich Ernst Dorn tyto látky podrobně zkoumal a přiřadil je novému radioaktivnímu prvku, radonu; našel produkt uran-radiové řady, který pojmenoval jako radiovou emanaci.
Na začátku 20. století byl prvek radon označován několika názvy. William Ramsay, který podrobně studoval jeho chemické vlastnosti, navrhl název niton a Ernest Rutherford používal název emanace. Označení radon tehdy odkazovalo pouze na izotop 222Rn, zatímco 219Rn se nazýval aktinon a 220Rn byl znám jako thoron. V roce 1957 Mezinárodní unie pro čistou a užitou chemii (IUPAC) označila jako radon prvek namísto jeho izotopu 222Rn.

## Vlastnosti rozpadu

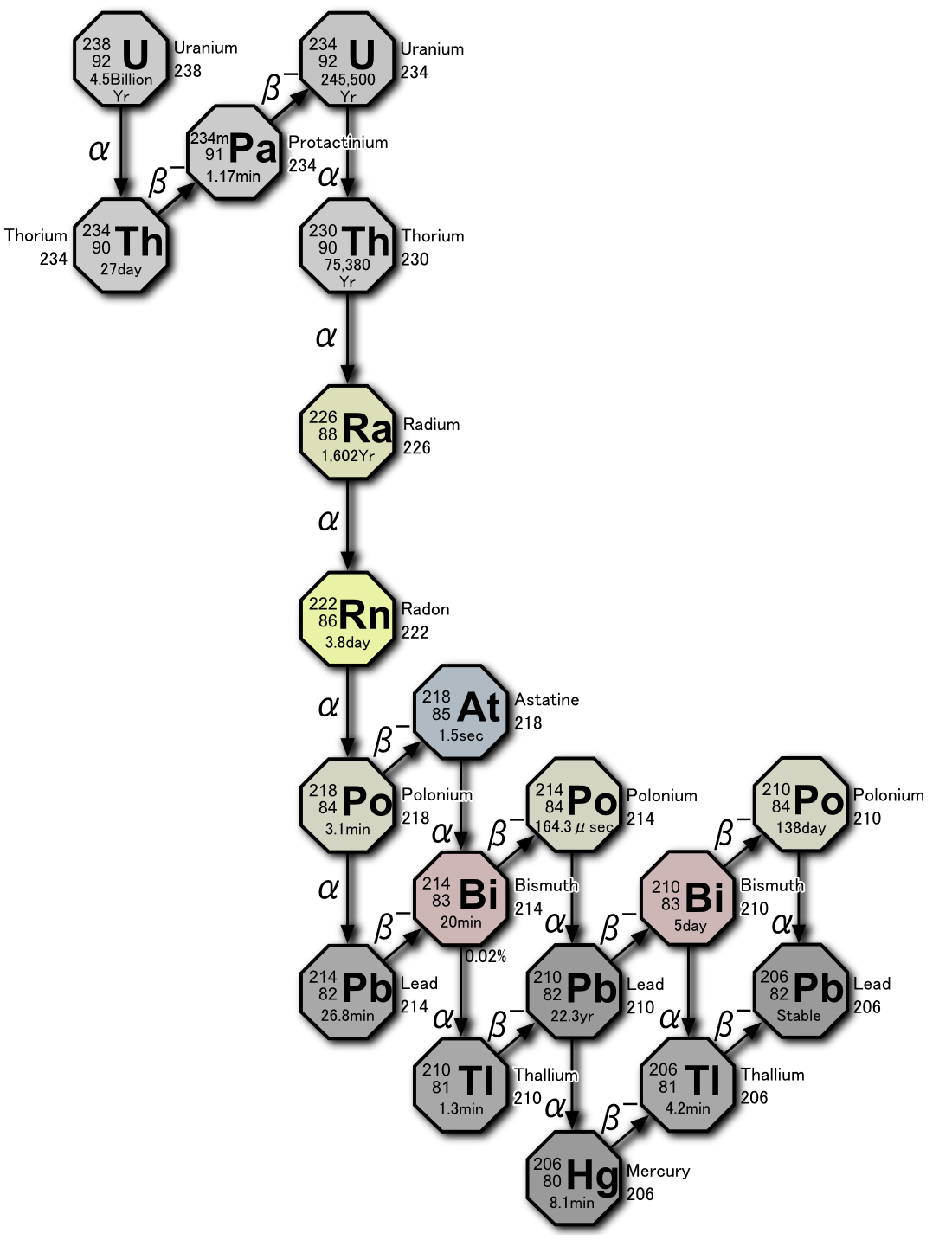
Přeměnová řada uranu-238, jejíž součástí je radon-222

Radon-222 vzniká v uran-radiové přeměnové řadě alfa rozpadem radia-226, s poločasem přeměny 1600 let. Dále se přeměňuje na polonium-218 s poločasem přibližně 3,82 dne, je tak nejstabilnějším izotopem radonu. Konečným produktem řady je stabilní olovo-206.
U 222Rn je teoreticky možná dvojitá beta přeměna na 222Ra a také, podle některých měření hmotnosti, jednoduchá přeměna beta minus na 222Fr.
Pokud je beta přeměna 222Rn možná, tak by měla mít velmi nízkou energii (24±21 keV) a dlouhý poločas, řádově ve stovkách tisíců roků, tedy i velmi nízkou pravděpodobnost oproti rozpadu alfa.

## Výskyt a nebezpečí
Všechny izotopy radonu jsou kvůli své radioaktivitě, plynnému skupenství, chemické stálosti a tvorbě radioaktivních nuklidů při přeměnách nebezpečné. Obzvláště nebezpečný je radon-222, jehož delší poločas přeměny umožňuje průnik půdou a horninami, kde vzniká ve stopových množstvích z uranu-238, a hromadit se v budovách a uranových dolech; tímto se liší od ostatních izotopů, které mají mnohem kratší poločasy (pod 2 hodiny) a nezpůsobují tak významné vystavení ionizujícímu záření. Při vyšších koncentracích může být plynný 222Rn vdechnut a ještě před vydechnutím vytvořit v plicích dceřiné nuklidy 218Po a 214Po, jejichž vysokoenergetické záření alfa a gama poškozuje buňky. Dlouhodobé vystavení 222Rn tak může vyvolávat rakovinu plic. Radon se do těla může dostat také vodou nebo rozpadem pozřeného radia, čímž je difuze radonu jedním z největších nebezpečí, které představuje radium. 222Rn tak patří mezi karcinogeny.